# Mercedes-Benz E-Klasse

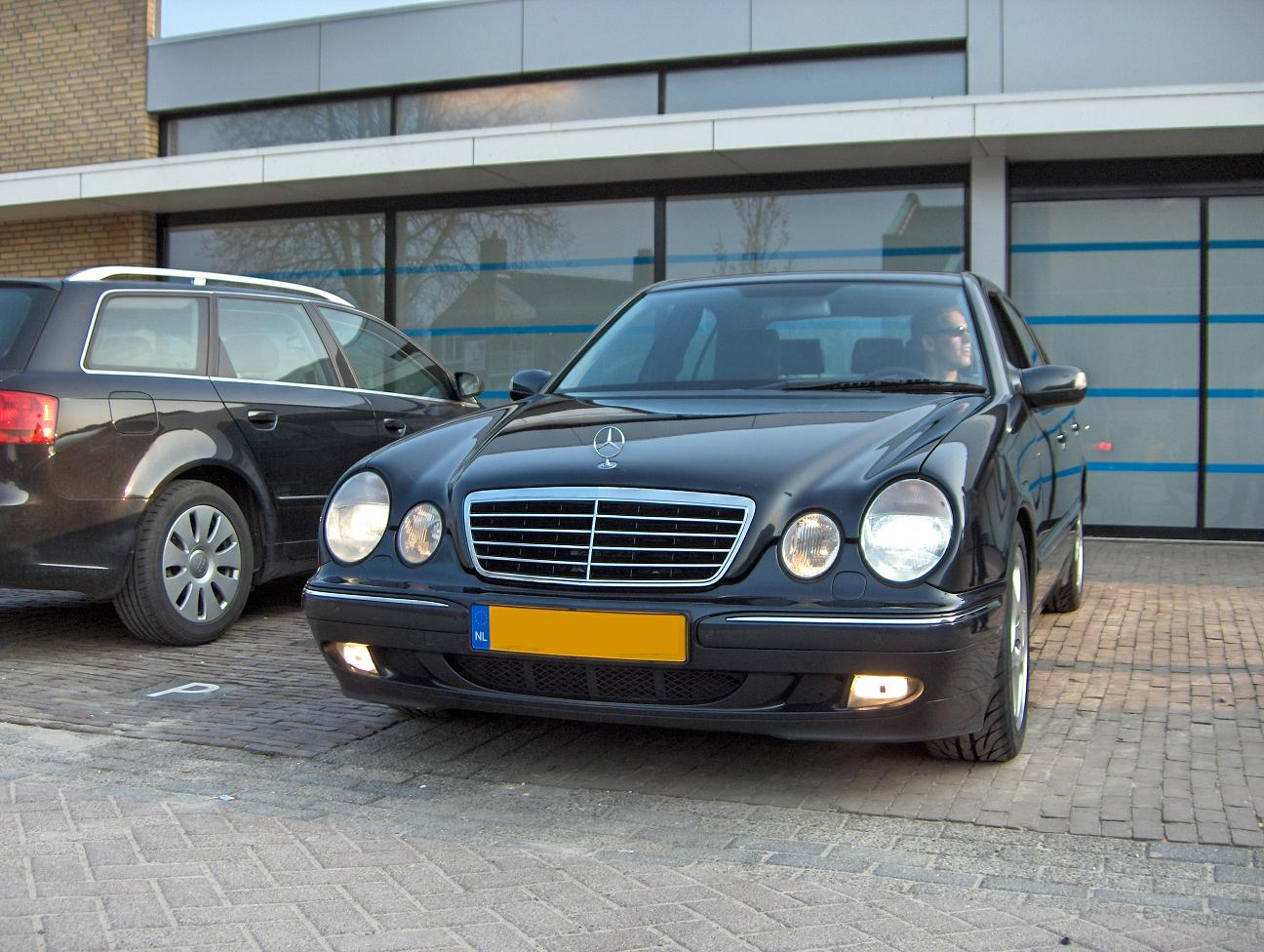
De E-Klasse (W210) van 1996 tot 2002

De Mercedes-Benz E-Klasse is een model van het automerk Mercedes-Benz. In 1993 werd voor het eerst de benaming E-Klasse gebruikt, hiervoor was de naam van dit model de Mercedes-Benz W124 (W124).
De E-Klasse heeft sinds de W210 (1995-2002) vier koplampen en dat was in 1995 opmerkelijk omdat het even geleden was dat Mercedes ronde koplampen toepaste (de viercilindermodellen van de W123 serie 1976-1985 hadden ronde koplamprozetten in vierkante lampunits). In 2002 volgde model W211. De E-Klasse is tevens als Combi (stationwagen), Coupé en als Cabrio uitvoering verschenen.
Vaak wordt deze Mercedes gezien als 'de' Mercedes, omdat deze (hogere) middenklasser de meest verkochte Mercedes is. Qua positionering valt de auto tussen de kleinere C-Klasse en de grotere en luxueuzere S-Klasse.
Ook zien veel mensen dit als een 'Taxi-Mercedes', omdat de 'E-Klasse' al tientallen jaren door vrijwel alle taxibedrijven wordt gebruikt vanwege zijn binnenruimte en relatief lage kosten per kilometer. Deze Mercedes dieselmotoren staan bekend om hun levensduur, kilometerstanden van meer dan 1 miljoen kilometer zijn al meer dan eens gehaald.
De E-Klasse kent een groot aanbod van motoren. Verschillende benzine motoren en ook verschillende diesels.
Van het model W211 (2002-2009) is het instapmodel de 200 compressorbenzinemotor. Het topmodel is de E 63 AMG met 514 pk. Het topmodel van de dieselmotoren is de E 420 CDI, instapper is de E 200 CDI.
De E-Klasse W212 is vanaf september 2013, beginnend met de E 350 Bluetec, leverbaar met een negentraps automaat. Deze nieuwe 9G-Tronic is een automatische versnellingsbak met negen versnellingen, en is de opvolger van de 7G-Tronic.
In 2016 werd de W213 geïntroduceerd die in 2020 een facelift kreeg.
De W214 werd in 2023 geïntroduceerd.

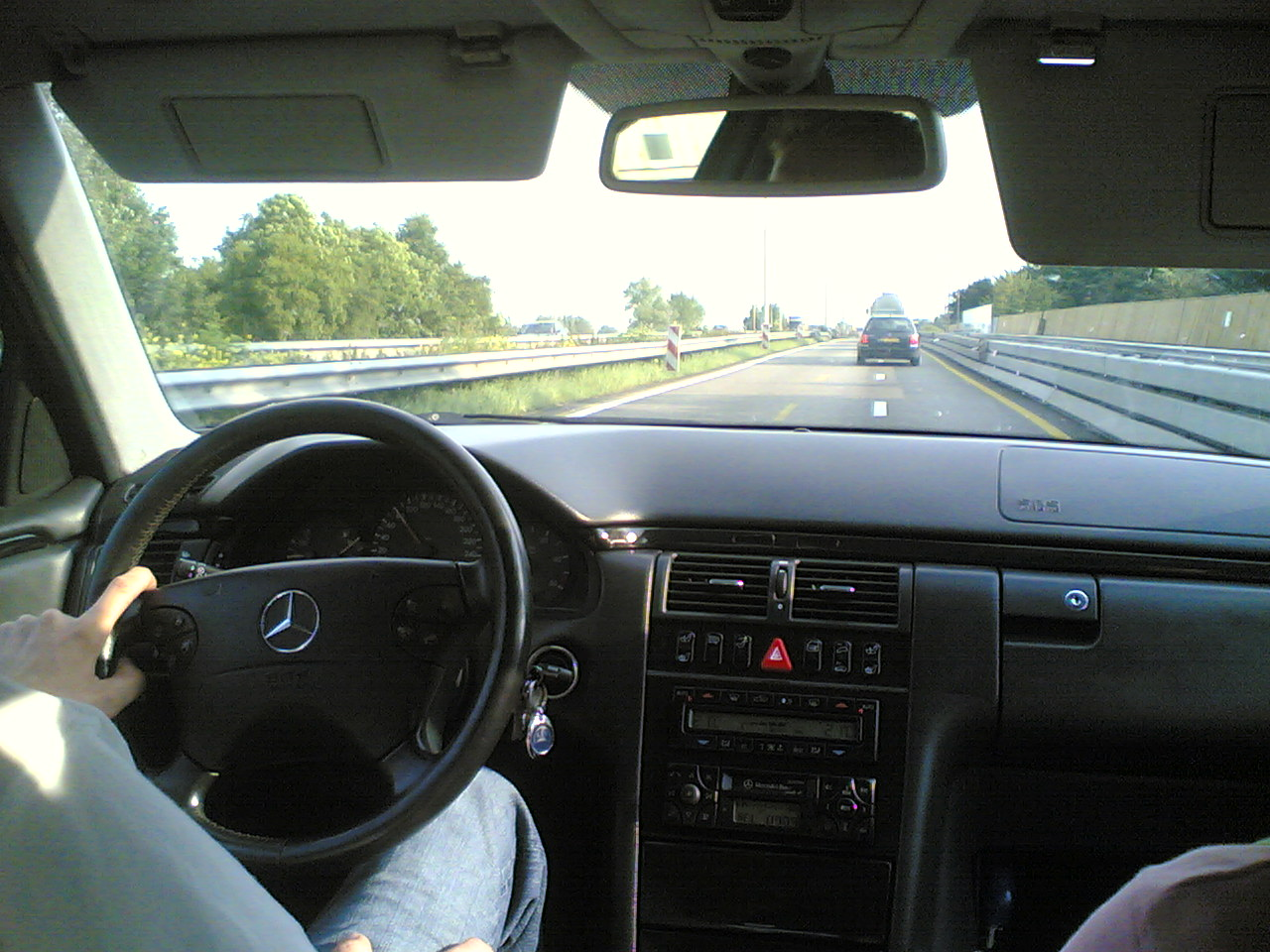
Interieur van een W210 uit 2001, in de uitvoering Avantgarde

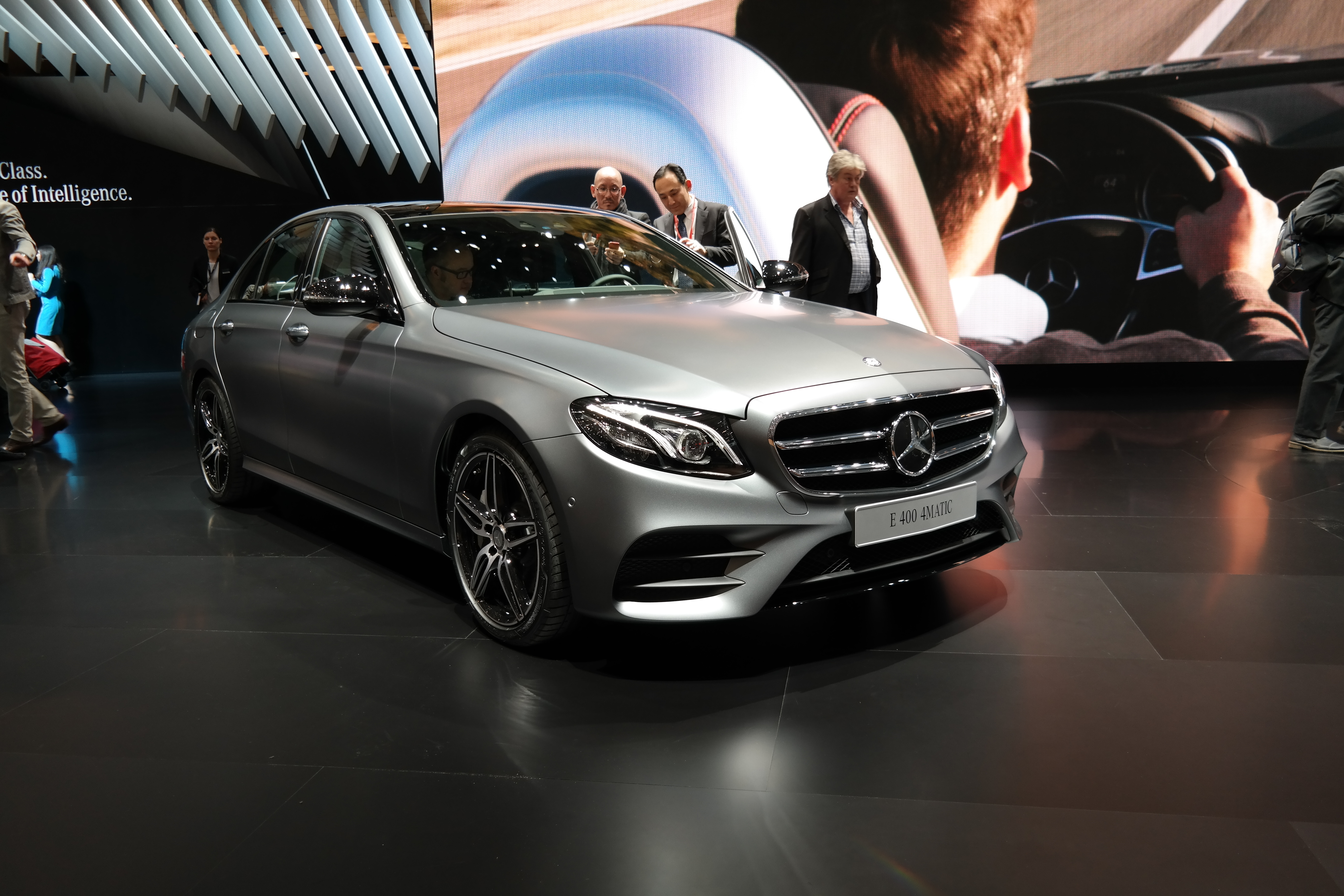
W213 bij introductie

## Generaties
De zich opeenvolgende modellen zijn vanaf de Tweede Wereldoorlog:
- Mercedes-Benz W136-W191 - De 170V serie van 1942-1955
- Mercedes-Benz W186-W189 - De Adenauer Mercedes van 1951-1962
- Mercedes-Benz W120-W121 - Kleine Ponton Mercedes of ook wel 'bolhoed' van 1953-1962.
- Mercedes-Benz W110 - De kleine Heckenflosser Mercedes van 1961-1968
- Mercedes-Benz W114-W115 - De StrichAcht (/8) Mercedes van 1967-1976
- Mercedes-Benz W123 - gebouwd van 1976-1985
- Mercedes-Benz W124 - gebouwd van 1985-1995
- Mercedes-Benz W210 - gebouwd van 1995-2002
- Mercedes-Benz W211 - gebouwd van 2002-2009
- Mercedes-Benz W212 - gebouwd van 2009-2016
- Mercedes-Benz W213 - gebouwd van 2016-2023
- Mercedes-Benz W214 - gebouwd sinds 2023

## Trivia
- De Mercedes-Benz E-Klasse was in 2010 een van de meest gestolen jonge personenauto's van Nederland.[2]